# Llista d'illes d'Islàndia

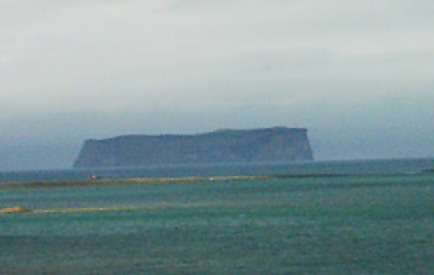
Illa de Drangey

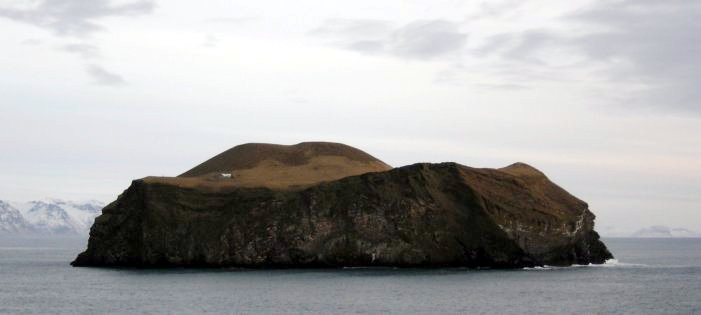
Illa de Bjarnarey

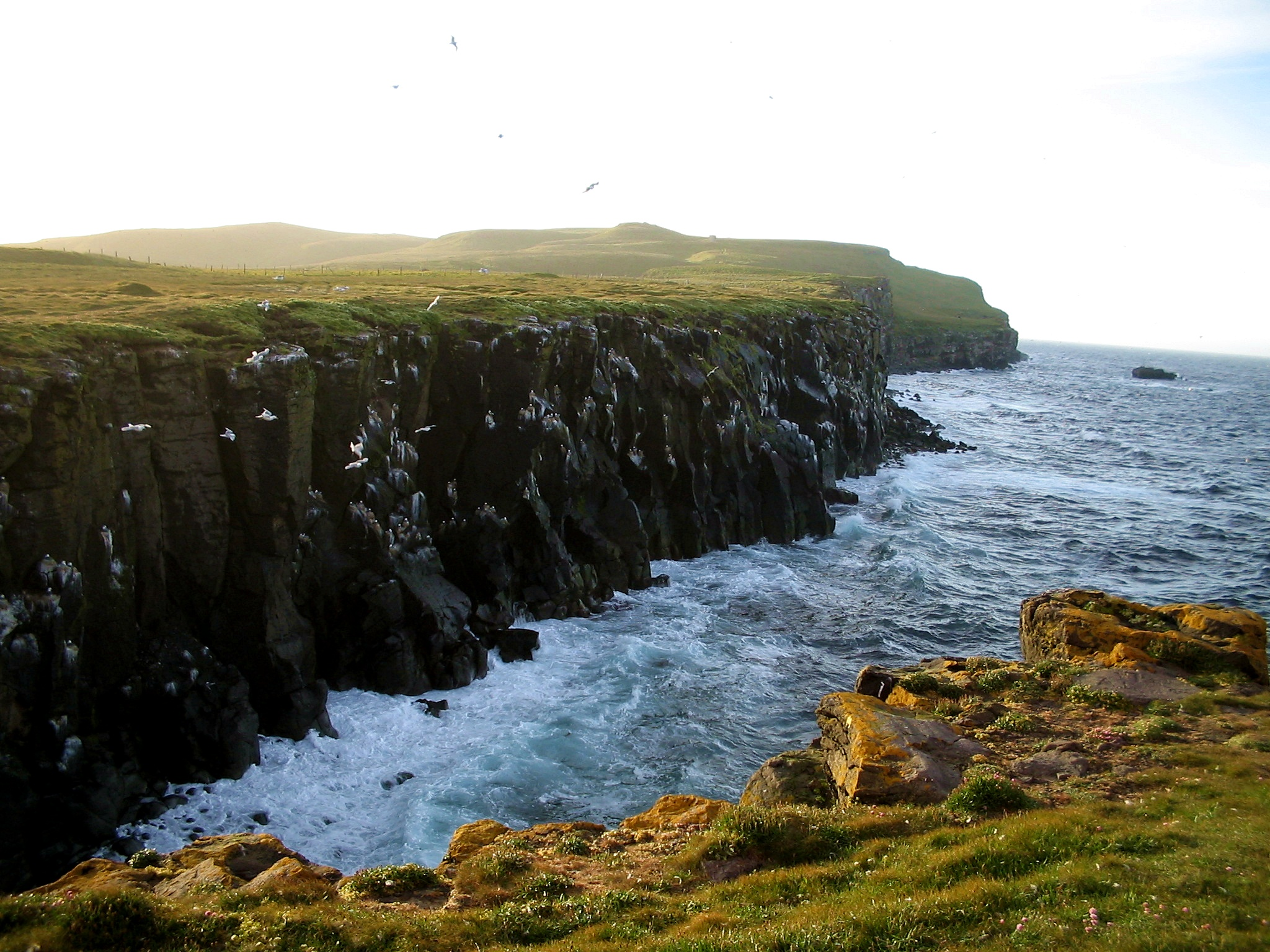
Penya-segats de l'illa de Grímsey

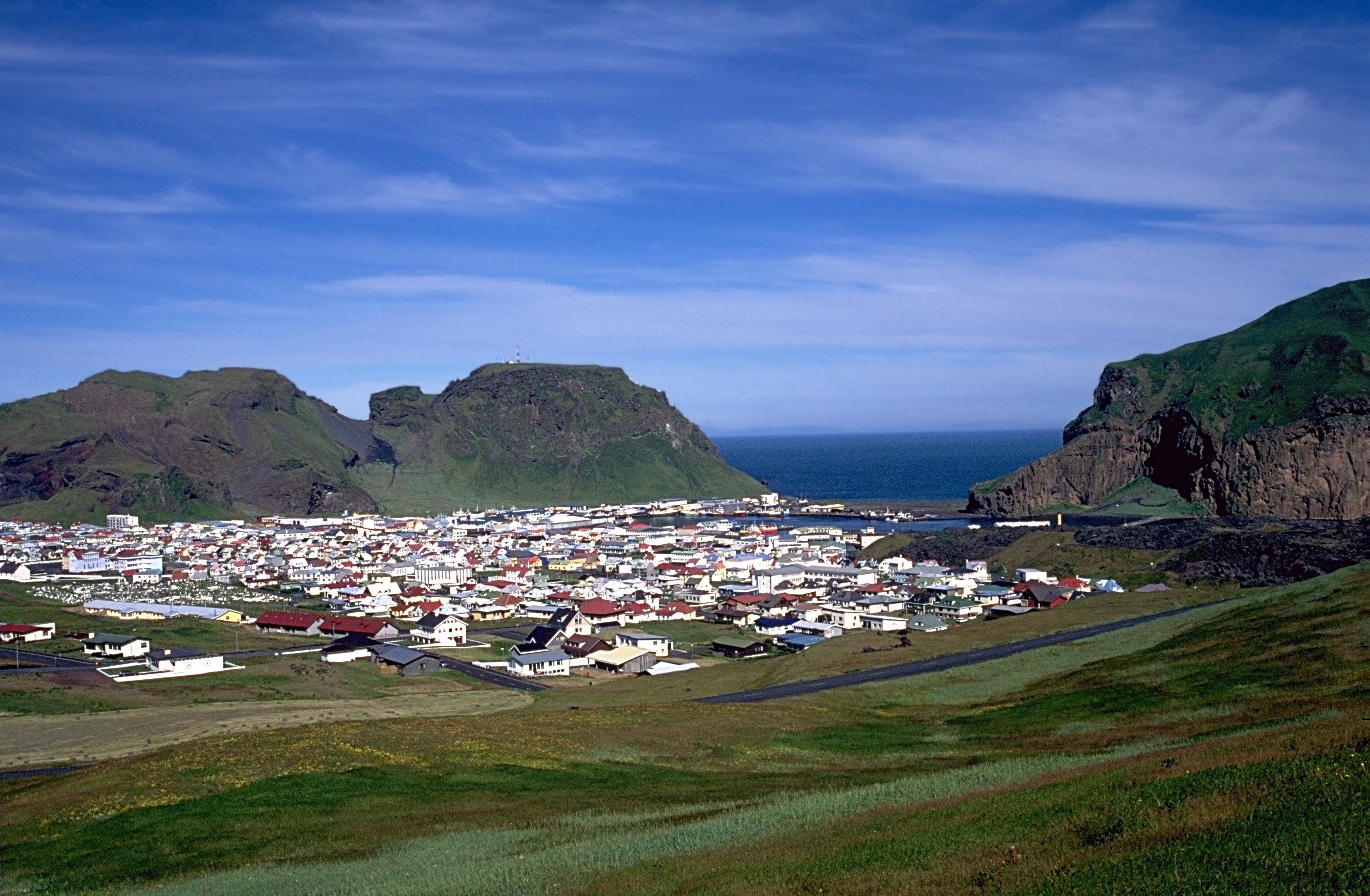
Illa d'Heimaey

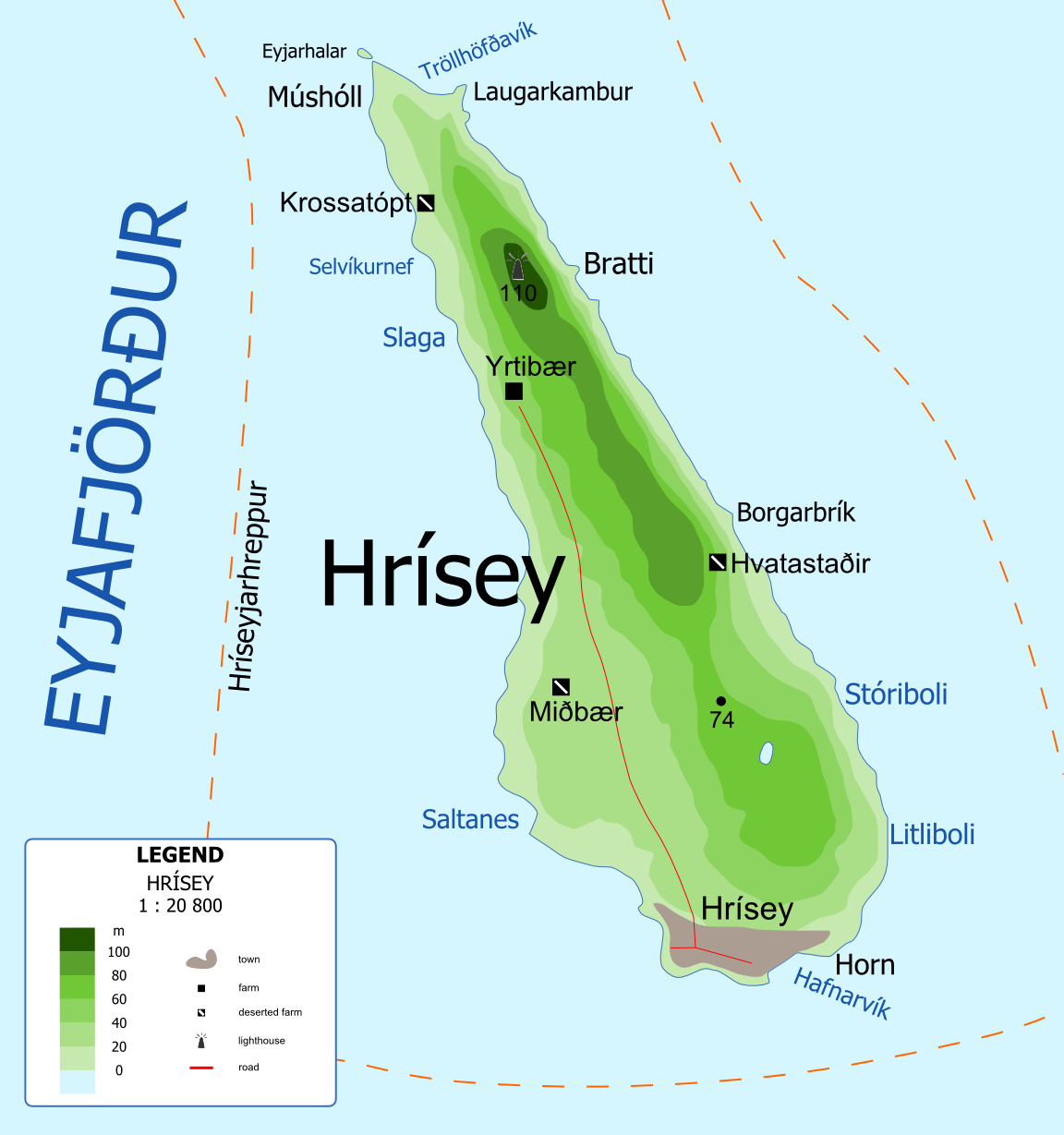
Illa d'Hrísey

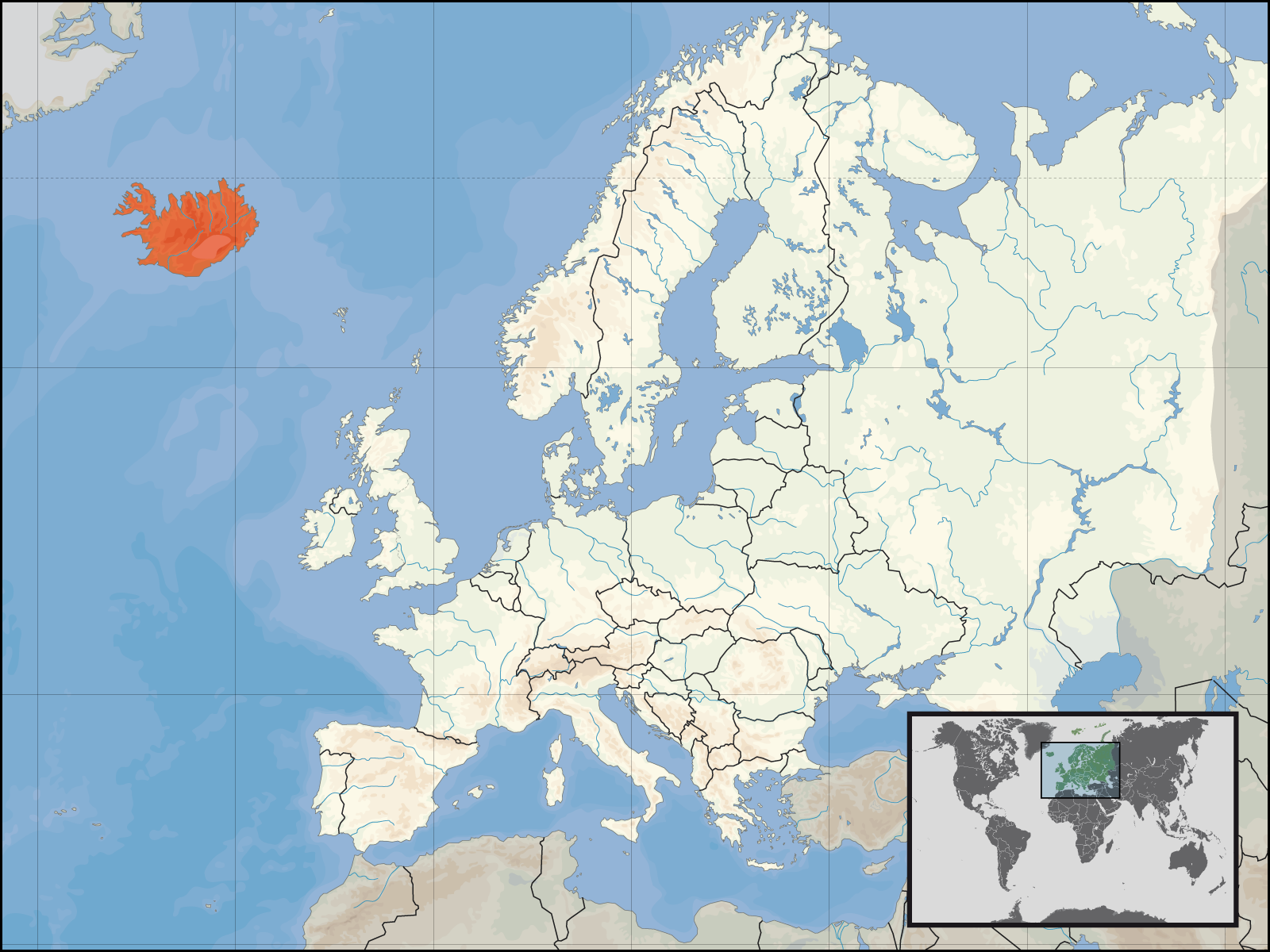
Situació de l'illa d'Islàndia a l'Atlàntic

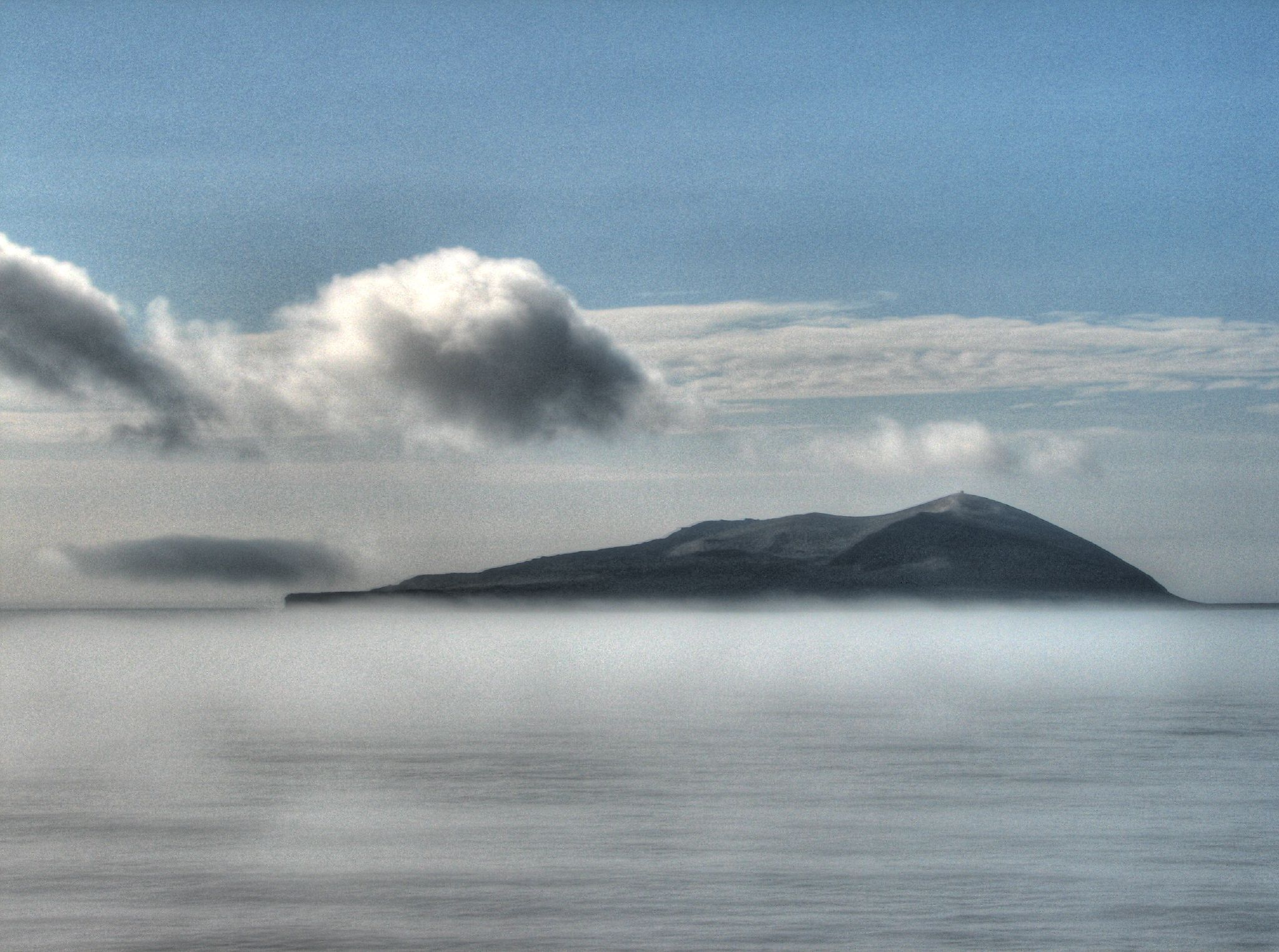
Illa de Surtsey

Aquesta és una llista d'illes d'Islàndia:

## A
- Æðey
- Akureyjar
- Álfsey
- Andey

## B
- Bjarneyjar
- Brandur
- Brokey

## D
- Drangey

## E
- Eldey
- Elliðaey
- Engey

## F
- Flatey (Breiðafjörður)
- Flatey (Skjálfandi)

## G
- Gamlaeyri
- Geirfuglasker
- Geldungur
- Grímsey

## H
- Heimaey
- Hellisey
- Hergilsey
- Hjörsey
- Hrísey
- Hrollaugseyjar
- Hvalbakur
- Hvallátur

## I
- Islàndia

## K
- Kolbeinsey

## L
- Lundey

## M
- Málmey

## P
- Papey

## R
- Rauðseyjar

## S
- Seley
- Skáleyjar
- Skrúður
- Stapaey
- Súlnasker
- Surtsey
- Suðurey
- Svefneyjar
- Sviðnur

## T
- þormóðssker
- þrídrangar
- Tvísker

## V
- Vestmannaeyjar (arxipèlag)
- Vigur[1]